# The Doobie Brothers (album)
| Recensione                        | Giudizio   |
| --------------------------------- | ---------- |
| AllMusic                          | [ 1 ]      |
| The New Rolling Stone Album Guide | [ 2 ]      |
| Sputnikmusic                      | 3.1 (Good) |
| Piero Scaruffi                    | [ 4 ]      |
| Dizionario del Pop-Rock           | [ 5 ]      |
| 24.000 dischi                     | [ 6 ]      |

The Doobie Brothers è il primo eponimo album discografico in studio del gruppo musicale rock statunitense The Doobie Brothers, pubblicato nell'aprile del 1971.

## Tracce
Lato A
1. Nobody – 3:42 (Tom Johnston)
2. Slippery St. Paul – 2:14 (Pat Simmons)
3. Greenwood Creek – 3:04 (Tom Johnston)
4. It Won't Be Right – 2:38 (Tom Johnston, Pat Simmons)
5. Travelin' Man – 4:25 (Tom Johnston)

Lato B
1. Feelin' Down Farther – 4:20 (Tom Johnston)
2. The Master – 3:30 (Tom Johnston)
3. Growin' a Little Each Day – 3:20 (Tom Johnston)
4. Beehive State – 2:42 (Randy Newman)
5. Closer Every Day – 4:19 (Pat Simmons)
6. Chicago – 1:40 (Tradizionale; arrangiamento e adattamento di Pat Simmons)

## Formazione
- Tom Johnston - chitarra, piano, armonica, voce
- Pat Simmons - chitarra, voce
- Dave Shogren - basso, organo, voce
- John Hartman - batteria

Note aggiuntive
- Lenny Waronker e Ted Templeman - produttore (per la A Captain America Production)
- Marty Cohn e Paul Curcio - produttori esecutivi
- Registrato e mixato al Pacific Recording Studios di San Mateo, California (Stati Uniti)
- Marty Cohn - ingegnere delle registrazioni
- Jim Marshall - fotografie
- Ed Thrasher - art direction
- Paul Curcio e Marty Cohn - management[9]